# ۷ (قمری)
۷ (قمری)، سال هفتم در گاهشماری هجری قمری است.

## رویدادها
- غزوه خیبر میان مسلمانان مدینه و یهودیان خیبر.

## زادگان
علی ابن حسین مدائنی

## وابسته
- اختلاف مالی فاطمه و عباس با خلافت
- خالد بن ولید
- ابوالعاص بن ربیع
- غزوه ذات‌الرقاع